# Sestry Panny Marie z Loreta
Sestry Panny Marie z Loreta (polsky Siostry Loretanki) je ženská katolická řeholní kongregace, jejíž zkratkou je C.S.L.

## Historie
Byla založena 31. července 1920 ve Varšavě a to Ignacy Kłopotowskim: první sestry byly zapojeny do práce ve dvou azylech ve Varšavě a do práce v tiskárně ve vlastnictví kněze Kłopotowskiho.
Roku 1940 sestry přijaly řeholi svatého Benedikta; jejich konstituce byly schváleny 7. dubna 1949 kardinálem Stefanem Wyszyńskim a znovu 3. června 1953 a 24. května 1971 získaly od papeže pochvalný dekret.

## Aktivita a šíření
Sestry pracují v tiskárnách, a jako šiřitelky časopisů a knih náboženské kultury, také se věnují výchově mládeže, péči o seniory a službě ve farnostech.
Mimo Polsko se nacházejí v Itálii, Rumunsku, Rusku, USA a na Ukrajině. Generální sídlo se nachází ve Varšavě.
K roku 2008 měla 221 řeholnic ve 22 domech. 